# بول فوسكو
بول فوسكو (بالإنجليزية: Paul Fusco)‏ مواليد 29 يناير 1953 في نيو هيفن، الولايات المتحدة، هو ممثل ومنتج أمريكي بدأ مسيرته الفنية سنة 1981.

## الأعمال
- آلف (1987)
- ماتلوك (1987)
- معجب عجيب (2004)
- صباح الخير يا أمريكا (2011)
- السيد روبوت (2016)

## روابط خارجية
- بول فوسكو على موقع IMDb (الإنجليزية)
- بول فوسكو على موقع ألو سيني (الفرنسية)
- بول فوسكو على موقع ميوزك برينز (الإنجليزية)
- بول فوسكو على موقع ديسكوغز (الإنجليزية)
- بول فوسكو على موقع قاعدة بيانات الفيلم (الإنجليزية)
- بول فوسكو على موقع كينوبويسك (الروسية)